# Aubergine (couleur)
Cet article concerne la couleur. Pour la plante potagère et pour le papillon tropical, voir Aubergine et Aubergina.

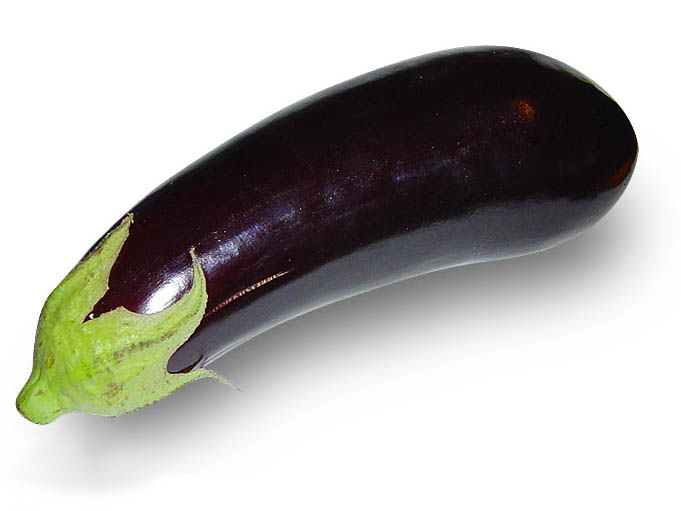
Aubergine européenne.

Aubergine est un nom de couleur utilisé pour désigner une couleur violet sombre ou bordeaux, d'après la couleur de la peau d'une variété courante d'aubergine.
L'emploi de aubergine pour désigner une couleur est attesté en 1866.

## Auberginepourlie de vin
La préfecture de police de Paris engagea par contrat à partir de 1971 du personnel pour le contrôle du stationnement des automobiles sur la voie publique. La préfecture recruta principalement des femmes, vêtues d'un uniforme lie de vin pour les identifier tout en les différenciant des agents de police, dont elles n'avaient pas les droits ni toutes les prérogatives. Déposant dans la rue sur les voitures en infraction des contraventions, elles ont été appelées moqueusement les « aubergines », en référence à la couleur de leur uniforme. Elles sont devenues les « pervenches » après un changement d'uniforme en 1976.